# برایان پرینگل
برایان پرینگل (انگلیسی: Bryan Pringle؛ ‏ ۱۹ ژانویهٔ ۱۹۳۵ – ۱۵ مهٔ ۲۰۰۲) بازیگر اهل بریتانیا بود.
از فیلم‌ها یا برنامه‌های تلویزیونی که وی در آن نقش داشته‌است، می‌توان به برزیل، بازرس مورس، درست انجام دادن، سه مرد و یک خانم کوچک، افسانه ۱۹۰۰، در انتهای دوران میانسالی، کینگ و کسل، سفید برفی: یک داستان وحشتناک، لورنس عربستان، کرامول، کوچ‌نشین‌ها، شنبه‌شب و صبح یکشنبه، بازسازی، سحرخیز، چگونه جنگ را بردم و غرق کردن به ترتیب شماره اشاره کرد.